# Бекетт, Маргарет Мэри
Маргарет Мэри Бекетт, баронесса Бекетт (дев. Джексон; англ. Margaret Mary Beckett (Jackson), Baroness Beckett; род. 15 января 1943, Аштон-андер-Лайн) — британский государственный деятель, пожизненный пэр, бывший депутат Палаты общин с 1974 по 1979 и с 1983 по 2024, заместитель председателя Лейбористской партии с 18 июля 1992 по 21 июля 1994 года. После смерти лидера партии Джона Смита исполняла обязанности лидера лейбористов с 12 мая 1994 по 21 июля 1994 года.

## Биография
После победы лейбористов на выборах в 1997 году, Беккет вошла в Кабинет министров, возглавляемый Тони Блэром, и 2 мая 1997 года заняла должность председателя Совета по торговле. 27 июля 1998 года была назначена лидером Палаты общин, а с 8 июня 2001 года — государственным секретарем по вопросам окружающей среды, продовольствия и сельского хозяйства. Министром иностранных дел Маргарет стала 5 мая 2006 года, — впервые в истории Великобритании на этот пост заступила женщина.
После отставки Тони Блэра 27 июня 2007 года, Беккет более чем на год вышла из кабинета. Вновь войдя в кабинет, на этот раз Гордона Брауна, 3 октября 2008 года Маргарет стала министром жилищного строительства и планирования, но 5 июня 2009 года её на этом посту сменил Джон Хили.
В Палате общин Маргарет Беккет оставалась одним из самых опытных депутатов, в течение более чем десяти лет проработавшим в правительстве страны.
После ухода с поста депутата Беккет была номинирована на титул пожизненного пэра на церемонии вручения наград по случаю роспуска парламента в 2024 году. 14 августа 2024 года ей был присвоен титул баронессы Беккет.